# Charlotte Motor Speedway

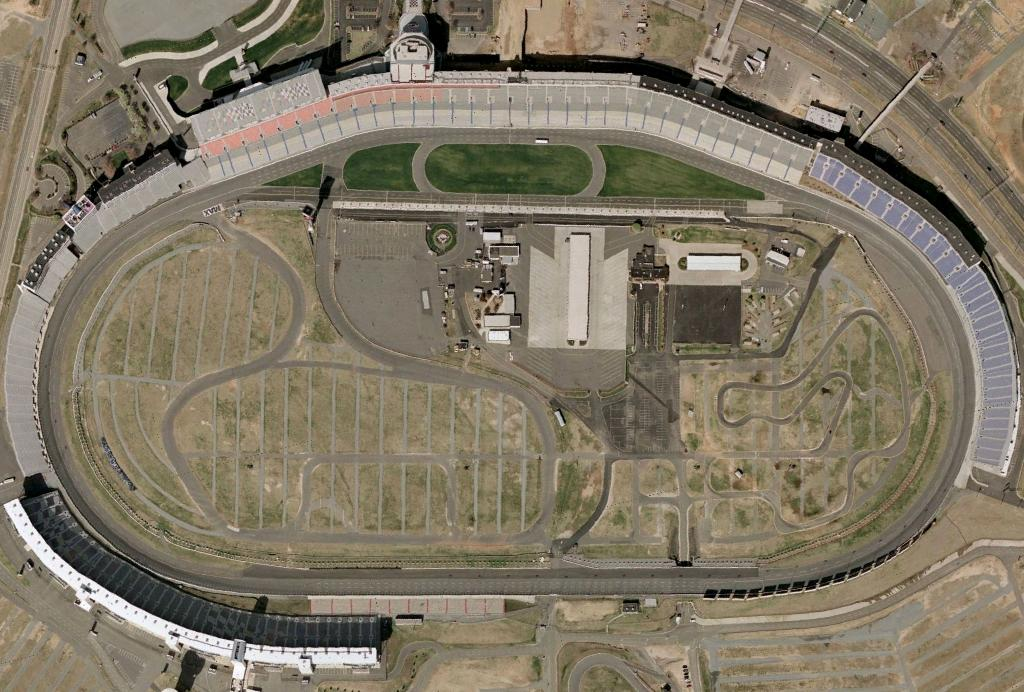
Lowe's Motor Speedway

Charlotte Motor Speedway (denumit Lowe's Motor Speedway între 1999 și 2009) este un circuit oval amplasat la pereferia orașului Charlotte în statul Carolina de Nord, SUA.
Lowe's Motor Speedway este construit într-o formă asemănătoarea cu cele ale circuitelor Atlanta Motor Speedway și Texas Motor Speedway, are o lungime de 1,5 mile sau 2,4 km cu o înclinare de 24° în curbe și de 5° în linia dreapta și o capacitate de 217 mii de spectatori.
Construit în 1959, complexul conține, pe lângă traseul oval extern, un circuit mixt de 2,25 mile (3,6 km) și un cartodrom de 0,6 mile (960 de metri).
Circuitul găzduiește anual diverse evenimente NASCAR, printre care All Star Challenge, în care concurează doar piloții învingători și cei votați de către public pentru un premiu de 1 000 000 de dolari.
De asemenea, aici au avut loc câteva curse din cadrul Indy Racing League, dar acest circuit a fost scos din calendarul competițional, în urma accidentului din 1 mai 1999, soldat soldat cu moartea a 3 spectatori și rănirea altor 8 după ce un pneu a sărit în tribune de la o mașină accidentată.
Pe 26 mai 2006, Lowe's Motor Speedway a găzduit premiera filmului Pixar/Disney Mașini, pelicula fiind proiectată pe câteva ecrane imense.